# Łysa Góra (Gorce)
Łysa Góra – szczyt w Gorcach, znajdujący się w długim, wschodnim grzbiecie Gorca, który poprzez Lelonek, przełęcz Wierchmłynne, Zdzar, Bystrą, Goły Wierch, Kopiec i Tworogi ciągnie się aż do Dunajca. Nie znajduje się w głównym grzbiecie, lecz w bocznym, południowo-zachodnim grzbiecie Gołego Wierchu, który opada w widły Ochotnicy i potoku Młynne.
Łysa Góra jest całkowicie porośnięta lasem. Jej nazwa wskazuje jednak, że kiedyś musiała być znacznie bardziej bezleśny, Łysymi Górami nazywano bowiem góry bezleśne, zajęte przez łąki, pastwiska, a nawet pola uprawne. Ostała się tylko hala Mostkowy i pole Brzegi u jej południowo-zachodnich podnóży we wsi Ochotnica Dolna.
Łysa Góra znajduje się w granicach wsi Ochotnica Dolna w województwie małopolskim, w powiecie nowotarskim, w gminie Ochotnica Dolna.